# TTC HS Schwarza
Der TTC HS Schwarza ist ein Tischtennisverein aus Schwarza (Thüringer Wald). Überregional bekannt wurde er durch seine Damenmannschaft, die einige Jahre lang in der Ersten Bundesliga spielte. Es war der erste Verein aus den neuen Bundesländern, der in der Damenbundesliga antrat.

## Vereinsgeschichte
Der Verein wurde 1991 als Abteilung einer Arbeitsgemeinschaft im Rahmen des Schulsports ins Leben gerufen. 1998 schloss sich die Damenmannschaft des TTV Suhl dem Verein an, was die Spielberechtigung in der Oberliga zur Folge hatte. Die Gründung des eigenständigen Vereins TTC HS Schwarza erfolgte im Jahr 2001. Im gleichen Jahr gelang der Damenmannschaft der Aufstieg in die Regionalliga.
2003 stieg sie in die 2. Bundesliga Süd auf. Hier wurde sie in der Besetzung Jing Tian-Zörner, Ching Wong, Åsa Svensson, Nicole Delle, Suwen Evers-Fan, Jolanta Prūsienė, Mok Ka Sha, Marlen Hebold, Monika Albert, Katrin Etzrodt, Juliane Neise auf Anhieb Meister und marschierte so in die 1. Bundesliga durch. Zwar wurde das Team durch die Neuzugänge Wang Chen (USA), Man Yuan (China), Irene Ivancan (Deutschland) und Katalina Gatinska (Bulgarien) verstärkt, jedoch musste der Verein die Mannschaft am Ende der Saison 2004/05 aus finanziellen Gründen in die Oberliga zurückziehen.
Die 1. Herrenmannschaft spielte um 2005 in der Thüringenliga.